# Kevin Muhire
Kevin Muhire (17 ottobre 1998) è un calciatore ruandese, centrocampista del Rayon Sports.

## Carriera

### Club
Debutta nella stagione 2014-2015 con l'Isonga, quindi l'anno seguente si trasferisce al Rayon Sports continuando a giocare nella massima serie del campionato ruandese.

### Nazionale
Ha esordito in nazionale il 6 gennaio 2016 nella partita Rwanda-Camerun	(1-1).

## Palmarès

### Club

#### Competizioni nazionali
- Campionato ruandese: 1

Rayon Sports: 2018-2019